# ガニング・ベッドフォード・ジュニア
ガニング・ベッドフォード・ジュニア（英:Gunning Bedford, Jr.、1747年4月13日-1812年3月30日）は、アメリカ合衆国デラウェア州ウィルミントン出身の弁護士、政治家である。連合会議代議員となり、1787年のアメリカ合衆国憲法制定会議でも代議員を務めた。アメリカ独立戦争で大陸軍の士官を務め、デラウェア州知事となった従兄のガニング・ベッドフォード・シニア (1742-1797)としばしば混同されている。

## 初期の経歴
ベッドフォードはニュージャージー大学（現在のプリンストン大学）を卒業した。デラウェア議会議員に選ばれた。1784年、検事総長に指名され、この職を5年間務めた。
連邦政府において小さな州が大きな州と平等な権限を持つことを最も声に出して支持する者であった。地方政治における経験や連合会議に務めた経験から、デラウェア州のような小さな州の政治的および経済的脆弱性について多くを教えられた。より強力な隣人（大きな州）に対して小さな州の利益を保護するために強い中央政府の創出を望んだ他の小さな州の代表とは異なり、新政府の権限を制限することを求めた。しかし、代表間の論争がフィラデルフィア憲法制定会議を難破させる恐れが出てきたときに、地域的な利益を横に置いて、国のために良かれと妥協を求めた。

## 憲法制定会議への貢献
気性の激しいベッドフォードは、強力で人口の多い隣人に支配される可能性の強い連邦政府において小さな州の運命を特に心配しており、フィラデルフィアの代議員達に、小さな州は自分達を守るために外国の同盟を求めなければならないかもしれないと警告した。ベッドフォードの「小さなところはもっと名誉を重んじ信義もある外国の同盟者を見つけるかもしれない。彼らを自らの力で連れてきて正義を行わせるだろう」という脅しは、他の代議員からは裏切りとして怒号をあびて黙らされた。当初は単に連合規約の改訂を求める者達に与しており、ある代議員が主張したように「完全な州の合同体と単なる州の連合との中間の形はない。完全な州の合同体は問題外であり、単なる州の連合では完全にではないまでも平等な主権を持ち続けなければならない」と信じていた。
しかし、新しい憲法を起草するという考え方が認められると、国の議会では各州に平等な代議員数をあてがうという計画である「ニュージャージー案」を支持した。これはデラウェア議会がその代議員達に妥協してはならないと指示をあたえたポイントだった。ベッドフォードは行政府の権限を強く制限することを要求し、州議会による連邦判事の指名を含め、各州が国の立法府や司法府を密接に支配し続けられきる手段を推奨した。ベッドフォードのこれらの考えを主張する演説を聞いたジョージア州の代議員ウィリアム・ピアスは、ベッドフォードのことを「大胆な」演説者であり、「大変威厳があり印象的なやり方」だが、「気性は熱心でせっかちであり、判断は向こう見ずだ」と表現した。
ベッドフォードは会議が進むに連れて、自分の立場に頑固に執着していることは連合を危険にさらすことになると認識し、より柔軟な姿勢を採ることにした。コネチカット州の提案する大妥協案を起草する委員会に出席することを認めた。この案は異論の多い代表者数の問題を落ち着かせ、会議が政府の新しい案を認めることを可能にした。

## 憲法制定会議後の経歴
ベッドフォードはデラウエァ州のアメリカ合衆国憲法批准会議でも代議員を務めた。ベッドフォードやジョン・ディキンソン、リチャード・バセットその他の努力のお陰で、デラウェア州は合衆国憲法を承認した最初の州になった。1789年にはデラウェア州検事総長の職を辞任した。法律に関する知識で広く尊敬されていたので、デラウェア州の上院議員や、憲法に署名した仲間であるジョージ・リードやリチャード・バセットに求められて、当時検討中であった連邦司法制度の組織に関する法案を審査した。
ベッドフォードは、当時の最も重要な法律の一つである「1789年の司法制度法」となる文書を「高貴な成果だ」と褒めたが、幾つかの注意点も付け加えた。アメリカ合衆国の慣習法は定義が難しいことを認めた。「しかし、アメリカの尊厳は、定義が確定されることと、法律に言及する場合は自分の国の法律であるべきことを求めている。もし他国の法律に関する原則が良いものであり採用する価値があるならば、それを自分達のものに取り込めばよい」と主張した。憲法の批准は「法的な解放」の瞬間だったと信じ、「基礎ができたので、上部構造物を作らねばならない」と宣言した。1789年9月ジョージ・ワシントンはデラウェアの初代連邦地方判事にベドフォードを指名し、ベッドフォードはその職を死ぬまで続けた。
ベッドフォードは地域社会における関心を失うことはなかった。学校を設立することは「あらゆる面で、最重要事項の対象と認められる」と信じ、ウィルミントンの教育改善のために働いた。ウィルミントン・アカデミーの理事会議長を務め、この学校がウィルミントン・カレッジになったとき、その初代学長になった。またデラウェアフリーメイソン・ロッジの初代グランドマスターも務めた。
ベッドフォードはデラウェア州クリスティアナにあるフリーメイソンのホームに埋葬されている。